# Jorge Carlos de Hesse-Kassel
El príncipe Jorge Carlos de Hesse[-Kassel] (Maastricht, 14 de enero de 1793-Fráncfort del Meno, 4 de marzo de 1881) fue un militar alemán miembro de la casa de Hesse.

## Biografía
Fue el quinto de los hijos varones, y de los vástagos, del matrimonio formado por el príncipe Federico de Hesse-Kassel (1747-1837), fundador de la rama conocida como Hesse-Kassel-Rumpenheim, y la princesa Carolina de Nassau-Usingen (1762-1823). Nació en Maastricht al estar su padre al servicio del ejército de las Provincias Unidas como gobernador de esa plaza desde 1784. Fue llamado Jorge en honor de su pariente Jorge III del Reino Unido. Tuvo cuatro hermanos y tres hermanas:
- Guillermo (24 de diciembre de 1787-5 de septiembre de 1867), casado con Luisa Carlota de Dinamarca (1789-1864), fueron padres de Luisa de Hesse-Kassel que sería esposa del rey Cristián IX de Dinamarca.
- Carlos Federico (9 de marzo de 1789-10 de septiembre de 1802).
- Federico Guillermo (25 de abril de 1790-25 de octubre de 1876).
- Luis Carlos (12 de noviembre de 1791-12 de mayo de 1800).
- Luisa Carolina (9 de abril de 1794-16 de marzo de 1881), contrajo matrimonio morganático con Jorge von der Decken (1787-1859), general al servicio del rey de Hannover.
- María (21 de enero de 1796-30 de diciembre de 1880), casada con Jorge, gran duque de Mecklemburgo-Strelitz (1779-1860).
- Augusta (25 de julio de 1797-6 de abril de 1889), casada con el príncipe Adolfo del Reino Unido, duque de Cambridge (1774-1850) siendo abuelos de María de Teck, reina consorte por su matrimonio con Jorge V del Reino Unido.

Federico inició su carrera militar en 1797 siendo nombrado capitán de un regimiento de infantería de Hesse-Kassel, estado a cuya familia soberana pertenecía.
En 1810, el mismo año en que su hermano Federico ingresaba en el ejército prusiano, Jorge ingresó en el ejército danés. En 1814 pasó a servir en el ejército ruso participando con este en la Campaña de Francia en ese año. Tras haber alcanzado el grado de teniente coronel cambió a servir en el ejército del Reino de Prusia. En 1842, ya como teniente general, sería gobernador militar de Magdeburgo, mando que ostentaría hasta 1847. 
Tras la anexión del Electorado de Hesse, regido hasta entonces por su familia, al reino de Prusia abandonó el ejército prusiano. A partir de entonces viviría junto con su único hermano varón soltero como él, Federico Guillermo. Los hermanos residirían en invierno en Fráncfort del Meno, y en verano en el cercano castillo de Rumpenheim. Esta última propiedad que se encontraba hasta antes de la guerra austro-prusiana en territorio del Electorado de Hesse, fue asignado en la Paz de Praga, al Gran Ducado de Hesse. El Gran ducado de Hesse estaba regido también por miembros de la casa de Hesse. El castillo de Rumpenheim había sido legado por su padre había legado a partes iguales entre los seis hijos que vivían a su muerte en 1837, con la intención de que después pasara a su nieto primogénito, Federico Guillermo de Hesse-Kassel. Esta residencia, a orillas del río Meno, fue punto de encuentro para todos los miembros de la familia de Hesse-Kassel durante los veranos. A estos encuentros acudían familiares como su sobrina Luisa de Hesse-Kassel, reina consorte de Dinamarca; su hija Alejandra casada con Eduardo, príncipe de Gales (futuro Eduardo VII del Reino Unido; o María de Teck que llegaría ser reina consorte del Reino Unido por el matrimonio con Jorge, hijo de los anteriores.
Murió soltero en 1881 y fue enterrado en el mausoleo familiar del castillo de Rumpenheim.

## Títulos, órdenes y empleos

### Títulos
- Su Alteza Serenísima el príncipe Jorge (Carlos) de Hesse[-Kassel].[5]

### Órdenes

#### Electorado de Hesse
- Caballero de la Orden del León Dorado.[5]
- Caballero de la Orden del Mérito Militar (Militär-Verdienst-Ordens).[5]

#### Extranjeras
- Caballero de la Orden del Elefante.[5] (Reino de Dinamarca)
- Caballero gran cruz de la Real Orden Güélfica.[5] (Reino de Hannover)
- Caballero de la Orden del León de oro.[5] (Ducado de Nassau)
- Caballero de primera clase de la Orden del Águila Roja.[5] (Reino de Prusia)
- Condecorado con la Medalla del Servicio (Dienstauszeichnung).[5] (Reino de Prusia)
- Caballero de cuarta clase de la Orden de San Vladimiro.[5] (Imperio ruso)
- Caballero de la orden de Santa Ana.[5] (Imperio ruso)

### Empleos
- General de caballería à la suite del ejército del Electorado de Hesse.[5]

### Individuales
1. 1 2  Klössel, Christine. «Hesse-Kassel, Friedrich Landgrave von». Hessische Biografie.
2. ↑  Klössel, Christine. «Hesse-Kassel, Friedrich Landgrave von». Hessische Biografie.
3. ↑  Battiscombe, Georgina (1969). «Chaper one. Danish childhood. y Chapter two. The Princes of Wales». Queen Alexandra (en inglés). Londres: Constable. p. 3-30. ISBN 0-09-456560-0.
4. ↑  Pope-Hennessy, James (1867). «Chapter four. Rumpenheim, Neu Strelitz and Reinthal.». Queen Mary, 1867 (en inglés). pp. 80-111. Consultado el 14 de junio de 2020.
5. 1 2 3 4 5 6 7 8 9 10 11  Hesse, Electorado de (1866). «Kurfürstlich Hessisches Hof- und Staatshandbuch: 1866». Kurfürstlich Hessisches Hof- und Staatshandbuch (en alemán) (Waisenhaus): 3. Consultado el 9 de julio de 2022.